# Клятва Верховенства

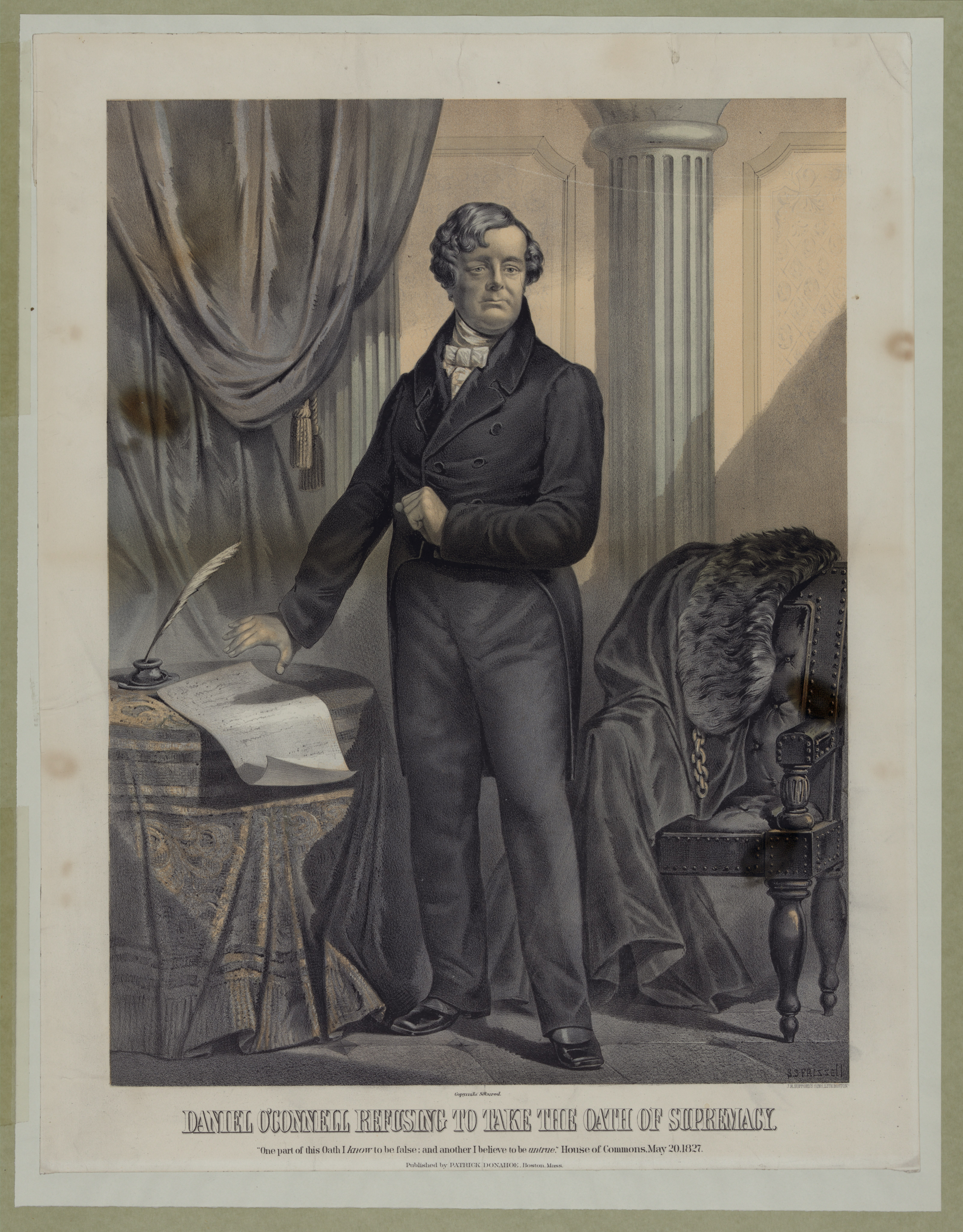
Литография Дэниела О'Коннелла, отказывающегося принять Клятву верховенства. Подпись: «Одну часть этой клятвы я знаю как ложную; а другую я считаю неправдой. Палата общин, 20 мая 1829 года».

Клятва верховенства (англ. Oath of Supremacy) — присяга, введённая в XVI веке в Королевстве Англия и распространявшаяся также на подчинённое ему Королевство Ирландия. Клятва требовала от всех лиц, занимающих государственные или церковные должности, признания английского монарха в качестве верховного главы Церкви. Отказ от принесения клятвы рассматривался как государственная измена.

## История
В 1534 году английский парламент принял Акт о верховенстве, провозгласивший Генриха VIII "единственным верховным главой на земле Церкви Англии" (англ. Supreme Head of the Church of England). Это решение стало следствием отказа папы Климента VII аннулировать брак Генриха с Екатериной Арагонской.
В 1537 году парламент Ирландии принял аналогичный акт, провозгласивший Генриха VIII верховным главой Церкви Ирландии. Однако реформация в Ирландии была поверхностной: роспуск монастырей был частичным, а литургические изменения ограниченными из-за языкового барьера.
При Марии I, убеждённой католичке, в 1554 году Акт о верховенстве был отменён, и Англия временно вернулась под власть папы. Однако в 1559 году Елизавета I восстановила акт, приняв титул «верховного губернатора» (англ. Supreme Governor) Церкви Англии. Это изменение терминологии было направлено на умиротворение как протестантов, так и католиков, избегая утверждения о превосходстве монарха над духовенством.
После объединения Великобритании и Ирландии в 1801 году Клятва верховенства продолжала служить юридическим препятствием для католиков, ограничивая их доступ к парламенту и другим государственным должностям. Значительные изменения произошли с принятием билля об эмансипации католиков, который позволил католикам занимать государственные посты и быть избранными в парламент, заменив прежние присяги на новую, более приемлемую для католиков.
Окончательное упразднение Клятвы верховенства произошло в 1969 году с принятием Акта об отмене статутного права, отменившего устаревшие законодательные акты, включая положения Акта о верховенстве 1558 года, за исключением некоторых сохранившихся разделов.

## Текст клятвы
Версия присяги от 1535 года присяга гласила:

Я, (вставить имя), всецело свидетельствую и заявляю с чистой совестью, что Его Величество Король есть единственный верховный правитель этого королевства, а также всех прочих владений и земель Его Величества, как в духовных или церковных делах и вопросах, так и в светских; и что никакой иностранный князь, лицо, прелат, государство или властитель не имеет и не должен иметь какой-либо юрисдикции, власти, верховенства, преимущества или духовной либо церковной власти на территории этого королевства.
И потому я полностью отрекаюсь и отказываюсь от всякой юрисдикции, власти, верховенства и полномочий, и обязуюсь впредь хранить верность и истинное подданство Его Величеству Королю, его наследникам и законным преемникам; и по мере своих сил содействовать и защищать все юрисдикции, привилегии, преимущества и полномочия, дарованные или принадлежащие Его Величеству, его наследникам и преемникам, либо присоединённые и соединённые с Императорской короной этого королевства.
Да поможет мне Бог: и по содержанию сей Книги.
Оригинальный текст (англ.)I (state you name) do utterly testifie and declare in my Conscience, that the Kings Highnesse is the onely Supreame Governour of this Realme, and all other his Highnesse Dominions and Countries, as well in all Spirituall or Ecclesiasticall things or causes, as Temporall: And that no forraine Prince, Person, Prelate, State or Potentate, hath or ought to have any Jurisdiction, Power, Superiorities, Preeminence or Authority Ecclesiasticall or Spirituall within this Realme. And therefore, I do utterly renounce and forsake all Jurisdictions, Powers, Superiorities, or Authorities; and do promise that from henchforth I shall beare faith and true Allegiance to the Kings Highnesse, his Heires and lawfull Successors: and to my power shall assist and defend all Jurisdictions, Priviledges, Preheminences and Authorities granted or belonging to the Kings Highnesse, his Heires and Successors or united and annexed to the Imperial Crowne of the Realme: so helpe me God: and by the Contents of this Booke.
— Tudor Treasures
Версия Елизаветы I от 1559 года:

Я, А. Б., всецело свидетельствую и заявляю с чистой совестью, что Её Величество Королева является единственным верховным правителем этого королевства, а также всех прочих её Величества владений и стран — как в духовных или церковных делах и вопросах, так и в светских.
Я также подтверждаю, что никакой иностранный князь, лицо, прелат, государство или властитель не обладает и не должен обладать какой-либо юрисдикцией, властью, верховенством, преимущественностью или духовной либо церковной властью в пределах этого королевства.
Поэтому я полностью отрекаюсь и отказываюсь от всех иностранных юрисдикций, властей, верховенств и полномочий, и торжественно обещаю впредь хранить верность и истинное подданство Её Величеству Королеве, её наследникам и законным преемникам. Также, в меру своих сил, я обязуюсь содействовать и защищать все юрисдикции, преимущества, привилегии и полномочия, дарованные или принадлежащие Её Величеству, её наследникам или преемникам, либо соединённые и присоединённые к императорской короне этого королевства.
Да поможет мне Бог: и по содержанию сей Книги.
Оригинальный текст (англ.)I, A. B., do utterly testify and declare in my conscience that the Queen’s Highness is the only supreme governor of this realm, and of all other her Highness’s dominions and countries, as well in all spiritual or ecclesiastical things or causes, as temporal, and that no foreign prince, person, prelate, state or potentate hath or ought to have any jurisdiction, power, superiority, pre-eminence or authority ecclesiastical or spiritual within this realm; and therefore I do utterly renounce and forsake all foreign jurisdictions, powers, superiorities and authorities, and do promise that from henceforth I shall bear faith and true allegiance to the Queen’s Highness, her heirs and lawful successors, and to my power shall assist and defend all jurisdictions, pre-eminences, privileges and authorities granted or belonging to the Queen’s Highness, her heirs or successors, or united or annexed to the imperial crown of this realm. So help me God, and by the contents of this Book.
— Tudor Treasures

## Преследование
Католики, отказывавшиеся приносить Клятву верховенства, обвинялись в государственной измене по статье о прамунире. Так, сэр Томас Мор выступал против разрыва короля с Римско-католической церковью в ходе английской Реформации и отказался признать его верховным главой Англиканской церкви — титул, предоставленный парламентом в соответствии с Актом о верховенстве 1534 года. В 1534 году Мор был заключён в тюрьму за отказ принести присягу, поскольку акт подрывал авторитет папы, а сам Мор также не признавал аннулирование брака Генриха VIII с Екатериной Арагонской. В 1535 году его обвинили в государственной измене, осудили на основе ложных показаний и казнили через обезглавливание.